# Boeing F/A-18E/F Super Hornet
Pour les articles homonymes, voir F-18 et Hornet.

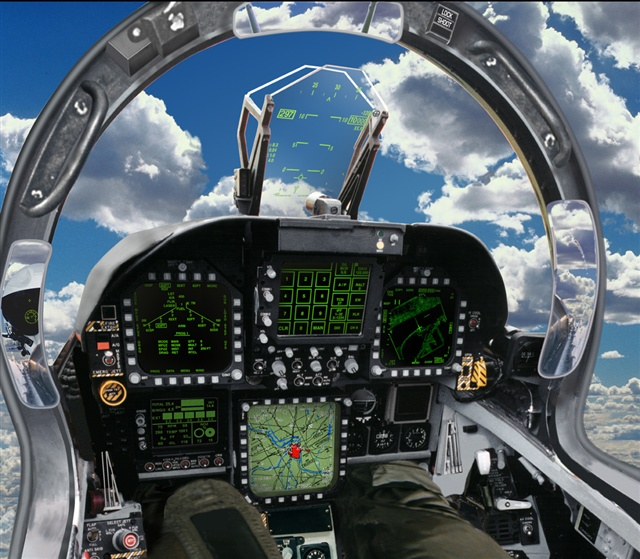
Cabine traditionnelle avec 3 MFDs.
Le Block III a une WAD à leur place.

Le Boeing F/A-18E et F/A-18F Super Hornet est un chasseur de combat multirôle américain dérivé du McDonnell Douglas F/A-18 Hornet. Embarqué à bord de porte-avions de l'US Navy, il est également en service au sein de la Force aérienne royale australienne.

## Conception

### Hornet 2000
Au début des années 1990, à la suite de l'abandon de l'A-12 Avenger II et à l'adaptation programmée (abandonnée entre-temps, en 1993) du F-22 Raptor à l'emploi sur un porte-avions, McDonnell Douglas propose en remplacement un projet baptisé « Hornet 2000 ». Bien que reprenant la formule éprouvée du McDonnell Douglas F/A-18 Hornet, il s'agit en fait d'un avion entièrement nouveau, avec :
- Une structure agrandie, pour augmenter la capacité interne en carburant de 33 % ;
- Une structure et un train d'atterrissage renforcés, pour permettre d'augmenter la masse maximale au décollage et à l'atterrissage ;
- Deux pylônes supplémentaires pour l'emport de charges ;
- De nouveaux réacteurs General Electric F414, offrant 20 % de puissance supplémentaire.

### Projet de modernisation avec le radar Anemone
En août 1988, la firme McDonnell Douglas prend contact avec Dassault Électronique pour proposer une version de l’Anemone pour l'évolution « Hornet 2000 » du F/A-18 Hornet. La société américaine proposait de vendre le Hornet 2000 à la Marine française comme remplacement des Crusaders vieillissants. Au cours de cette année, Dassault Électronique et Westinghouse signent un accord d'échange de techniques de traitement du signal et de bus de données systèmes pour les applications électroniques de Défense. Initialement, le marché permettait au processeur 32 bits de Dassault, de technique macro-hybride, d'être adapté aux standards américains.

### Développement
En mai 1995, le prototype du F/A-18E rentre en assemblage final, le premier moteur de production est livré à McDonnell Douglas le même mois. Le 19 septembre 1995 le F/A-18E1 effectue son rollout. Durant la cérémonie, face à 1 500 personnes, le chef des opérations navales Jeremy Boorda nomme le F/A-18E/F le « Super Hornet ».
Le prototype du Boeing F/A-18E/F Super Hornet vole pour la première fois le 29 novembre 1995 depuis la piste 12R de l'aéroport international de Lambert-Saint-Louis. Il est facilement reconnaissable à ses entrées d'air rectangulaires, et non arrondies comme sur les Hornet de première génération. Son avionique est commune à 90 % avec celle du F/A-18C Hornet, même si le poste de pilotage a été partiellement modifié. Dans la seconde tranche de production (le block 2 ou II), l'US Navy a prévu une refonte complète du poste de pilotage et de l'avionique de ses Super Hornet, comme le radar AN/APG-73 qui, bien que modernisé, accusait tout de même près de vingt ans d'existence. Le Super Hornet commence à emporter le nouveau radar AN/APG-79 à antenne active en 2007, et les F/A-18E et F livrés après 2004 en sont dotés après rénovation. Les machines livrées avant cette date n'ayant pas un radôme suffisamment volumineux pour recevoir ce nouveau radar. Les dernières livraisons de Super Hornet étaient prévues pour l'année fiscale 2014, mais vu le retard du F-35C, il est prévu début 2020 que la dernière commande pour l'US Navy ait lieu en 2021, alors que les premiers exemplaires sont retirés en 2017. Le parc d'avions en ligne est de 550 appareils en 2016.
L'US Navy a reçu 322 F/A-18E monoplaces et 286 F/A-18F biplaces dans le cadre du programme Block II entre 2005 et les derniers livrés le 24 avril 2020.
Le programme « Advanced Super Hornet Block III », ayant entre autres améliorations une diminution de la signature radar, le montage de trappes qui permettent le transport d'armes en interne, une nouvelle avionique et l'adjonction de réservoirs de carburant de 1 590 kg supplémentaires sur l'épine dorsale de l'avion augmentant le rayon d'action, est commandé à 72 exemplaires entre les exercices fiscaux 2019 et 2020 par l'US Navy. Le standard Block III est proposé à l’exportation pour l'Allemagne, le Canada, la Finlande et la Suisse. Les premiers avions d'essai du Block III doivent être livrés d'ici la fin du mois de mai 2020. Tous les appareils du Block II en service dans l'US Navy devront passer au standard Block III dans les années 2020. Le 23 février 2023, Boeing annonce l'arrêt de la production du Super Hornet fin 2025, ou 2027 s'il y a un client à l'exportation.
|                                                                         | F/A-18C Hornet | F/A-18E Super Hornet |
| ----------------------------------------------------------------------- | -------------- | -------------------- |
| Envergure (avec missiles)                                               | 12,31 m        | 13,62 m              |
| Longueur                                                                | 17,07 m        | 18,31 m              |
| Hauteur                                                                 | 4,66 m         | 4,88 m               |
| Surface alaire                                                          | 37,16 m2       | 46,45 m2             |
| Carburant interne                                                       | 4 926 kg       | 6 531 kg             |
| Armement externe                                                        | 7 031 kg       | 8 051 kg             |
| Masse à vide                                                            | 10 810 kg      | 13 865 kg            |
| Masse au décollage (en mission d'attaque)                               | 23 541 kg      | 29 937 kg            |
| Rayon d'action (attaque, profil hi-lo-hi)                               | 466 km         | 627 km               |
| Endurance en mission de supériorité aérienne (à 240 km du porte-avions) | 1 h 15         | 2 h 15               |

### Qualification en vol
Le 14 et 19 février 1996, respectivement, le F/A-18E1 et le F/A-18E2 (qui a volé pour la première fois le 26 décembre 1995) arrivent à Patuxent River pour les essais en vol. En avril, McDonnell Douglas a reçu l'accord pour commencer la production à petite quantité du F/A-18E/F. Le premier F/A-18F effectue son premier vol le 1er avril 1996. Le même mois, McDonnell Douglas et Northrop Grumman commencent le développement d'un avion de guerre électronique qui sera dérivé du F/A-18F, il est censé rentrer en service entre 2007 et 2009, cet avion est le Boeing EA-18G Growler. Le 12 avril, le F/A-18E1 atteint Mach 1.1 puis Mach 1.2 le 13 avril. Il atteint 48 000 pieds le même jour. Le 14 mai, le F/A-18E/F passe les 100 heures de vol. Le 22 mai 1996, le F/A-18F1 arrive à Patuxent River. Le lendemain le F/A-18E2 effectue un vol de cinq heures. Le 13 juin, le F/A-18E/F effectue son 100e vol. Le 26 juin, les 200 heures de vol sont passées. Le prototype E4 effectue son premier vol le 2 juillet 1996. Le cinq août 1996, le premier F/A-18F1 effectue les premiers catapultages depuis Patuxent River (test au sol). Le 22 août, le programme atteint les 300 heures de vol. Le 22 août, le F/A-18E4 arrive à Patuxent River et le 27 août le E5 effectue son premier vol. Le 30 septembre 1996, le programme d'essai passe les 400 heures de vol. En octobre de la même année, le programme gagne le Aircraft Design Award de l'institut américain de l'aéronautique et du spatial. En décembre 1996, le programme atteint 586,5 heures de vol. En janvier 1997, le F/A-18F1 termine avec succès les premiers essais en mer à bord de l'USS John C. Stennis une semaine plus tôt que prévu. Le F/A-18F2 arrive à Patuxent River le 22 janvier 1997 et enfin, le premier février le F/A-18E3 arrive à Patuxent River. Cet événement marque l’arrivée du septième et dernier avion d’essai en vol F/A-18E/F à Patuxent River. Le 19 février, le F/A-18E/F termine avec succès le premier test de largage d'équipement du programme de test en laissant tomber un réservoir de carburant vide de 480 gallons à 5 000 pieds. Le 26 février, le F/A-18 réussit le premier vol avec trois bidons de 480 gallons, deux bombes Mark 84, deux AIM-9 Sidewinder et deux AGM-88 HARM. En mars 1997, commencent des tests de séparation des armes comprenant des tests de configuration, simple, par paire, et multiple. Cela comprenait des AGM-84 Harpoon, bombes Mark 82 et des réservoirs de 480 gallons. Le 3 avril 1997, les sept prototypes du F/A-18E/F ont effectué des vols (certains à trois reprises) pour un total de treize vols. Le 5 avril 1997, le F/A-18F2 tire pour la première fois durant le programme d'essai en vol un AIM-9 Sidewinder. En mai 1997, Northrop Grumman commence la production des parties arrière et avant du fuselage des F/A-18E/F de série. En septembre 1997, c'est le fuselage avant qui rentre en production à St-Louis par McDonnell Douglas.

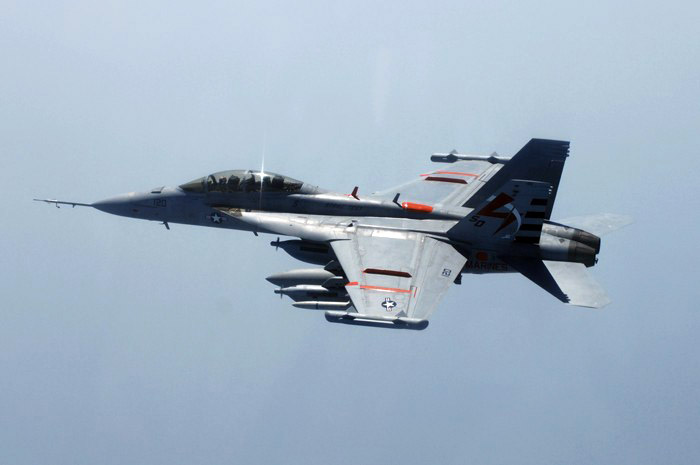
Prototype de l'EA-18G Growler en vol. La perche à la pointe avant de l'avion n'est destinée qu'aux mesures et disparaît sur l'appareil de série.

### Mise en service
Le Super Hornet commence à entrer en service dans l'US Navy en 1999, pour remplacer le F-14 Tomcat. C'est l'un des rares programmes d'armement contemporains à avoir respecté les délais et le budget prévus. En septembre 2010, les commandes américaines pour le Super Hornet se montent à près de 700 appareils, dont la version de guerre électronique EA-18G Growler, à livrer en plusieurs tranches. Début janvier 2011, 500 exemplaires ont été assemblés et plus de 440 livrés à la Navy. Il est prévu en 2022 que les derniers soient commandés en 2023 et selon le « Navigation Plan 2045 » présenté par l’US Navy, celle-ci retire du service l’ensemble de ses Super Hornet d’ici 2040/2045.
La Royal Australian Air Force commande vingt-quatre exemplaires en 2007, pour environ 6 milliards de dollars australiens (3,1 milliards de dollars US), qu'elle reçoit à partir de 2010 avec quinze exemplaires livrés début janvier 2011.
Une version spécialisée pour la guerre électronique, le Boeing EA-18G Growler, entré en service en 2009, remplace le vénérable EA-6B Prowler. Il est livré à 47 exemplaires début 2011, sur les 118 alors prévus, les dernières livraisons devant avoir lieu lors de l'année 2014. Le 100e est livré en 2014.

### Moteurs
Afin de faire face à la prise de poids du Super Hornet par rapport au Hornet, la Navy demande[Quand ?] le développement d'un nouveau moteur, le F414-400 General Electric avec postcombustion, afin de permettre au Super Hornet de retrouver la vitesse et la maniabilité qui caractérisaient les Hornets. Ce nouveau réacteur commence à être mis en place[Quand ?] sur les chasseurs de la marine américaine et pour être livré de série à l'armée australienne. Par ailleurs, depuis 2010, l'industriel General Electric propose une version améliorée du F414 délivrant 20 % (soit 62,3 kN et 97,9 kN avec postcombustion) de poussée supplémentaire.

### Techniques embarquées
-Radar AN/APG-79 : Ce radar à balayage électronique (AESA) augmente la portée de détections et poursuites de cibles AIR-AIR ennemies et fournit des rapports détaillés de cartographie AIR-SOL de haute qualité sur une longue portée. Il dispose aussi d'un diagnostic de surveillance interne qui peut-être interprété sur le terrain et les lignes de front, ce qui permet de réduire les coûts et d'améliorer l'espace de préparation en temps de guerre ou de combats.
- IRST (Infrared Search-and-Track) AN/ASG-34: Développé en commun par Lockheed-Martin, Boeing et General Electric, ce système est capable de suivre des cibles en hauteur jusqu’à 16 000 mètres d’altitude. Les données du capteur IRST21 sont fusionnées avec les autres informations acquises par les différents capteurs de l’avion, augmentant ainsi la conscience de la situation du pilote.
- Système intégré de contre-mesures défensives AN/ALQ-214 (IDECM) : Ce système assure une prise de conscience coordonnée de la situation et gère les contre-mesures embarquées ou non embarquées : les leurres thermiques consommables, les leurres électroniques ainsi que leurs fréquence de signal de brouillage et la fréquence d'émissions.
- Poste de pilotage avancé : Le F18 Super Hornet dispose d'un poste de pilotage avec 3 écrans couleurs dont 1 tactile ainsi que des éléments numériques additionnels comme les données des moteurs post combustion ou la radio. Les améliorations technologiques de l'interface de pilotage simplifient le travail du pilote. Le pilote dispose aussi d'un viseur de casque Boeing JHMCS.
- Liaison de données tactique Link16 de l'OTAN : Cette liaison permet une communication efficace et sécurisée entre les avions et les autres unités de combat, améliorant la coordination et la conscience de la situation.
  - Armement avancé: Le Super Hornet peut emporter une variété d’armes, y compris des missiles air-air AIM-9X-2 et AIM-120C7, des missiles air-sol JASSM, AGM-84 SLAM, Maverick, des missiles anti-radar HARM, des missiles anti-navire Harpoon, et des bombes guidées MK-76, MK-82LD, MK-82HD, MK-84, JDAM, et JSOW.
  - Standard Block III: Les avions de la version Block III, qui sont proposés pour l’exportation, disposent d’améliorations en termes de furtivité, de transport d’armes en interne (CFTS), et d’une nouvelle avionique, augmentant ainsi leur rayon d’action et leur efficacité opérationnelle

## Engagements
À partir octobre 2014, des Super-Hornet australiens sont également engagés dans la guerre contre l'État islamique.
Le 19 juin 2017, un Super-Hornet F/A-18E de l'US Navy abat un Su-22 de l'armée de l'air syrienne, enregistrant la première victoire américaine en combat aérien contre un engin piloté depuis 1999.

## Variantes
- F/A-18E Super Hornet : série initiale.
- F/A-18F : version biplace du F/A-18E.
- E/A-18G Growler : version du F/A-18F (biplace) destinée à la guerre électronique, 79 livrés en novembre 2012 sur 114 commandes[15].

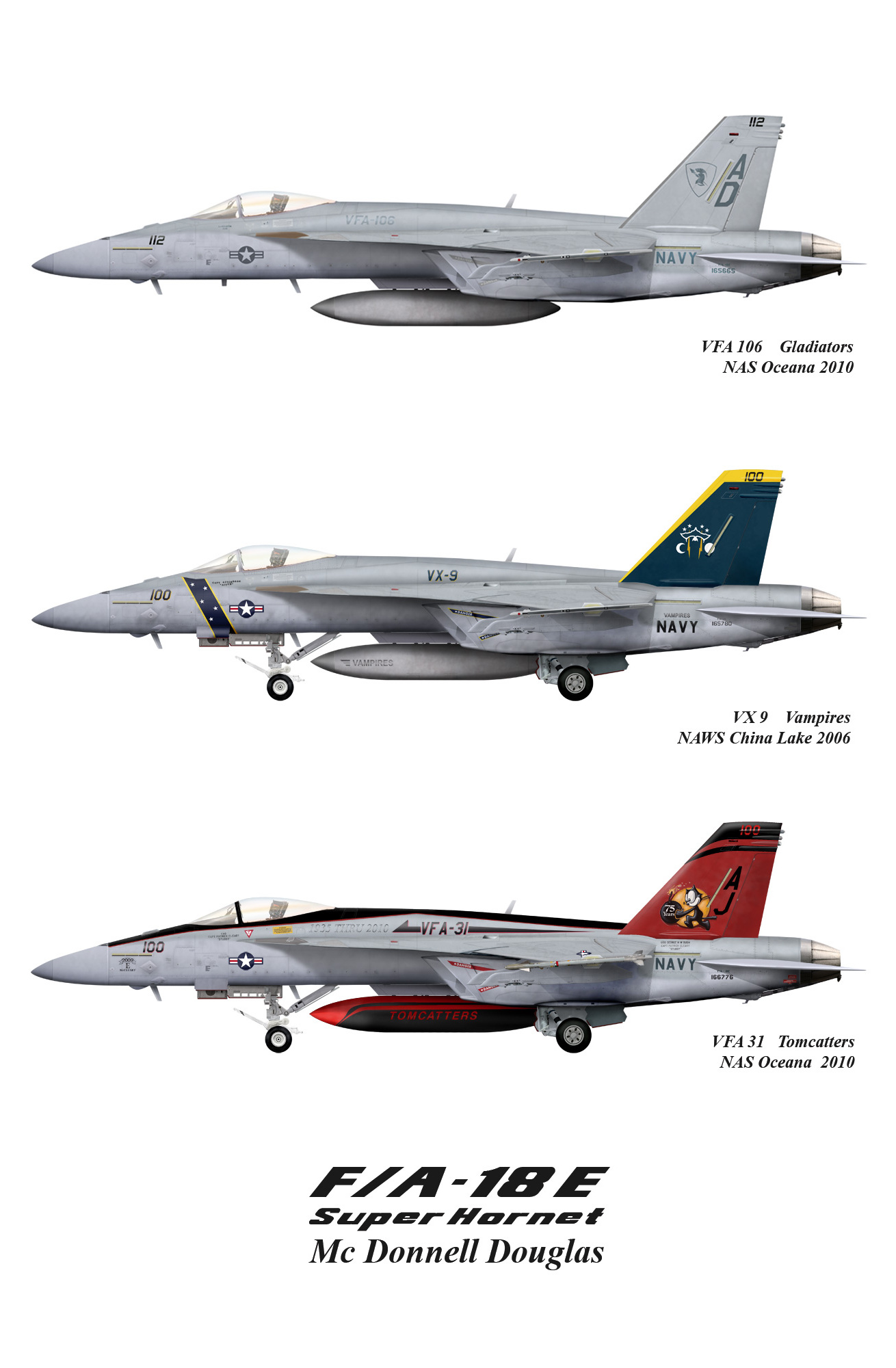
F/A-18E.
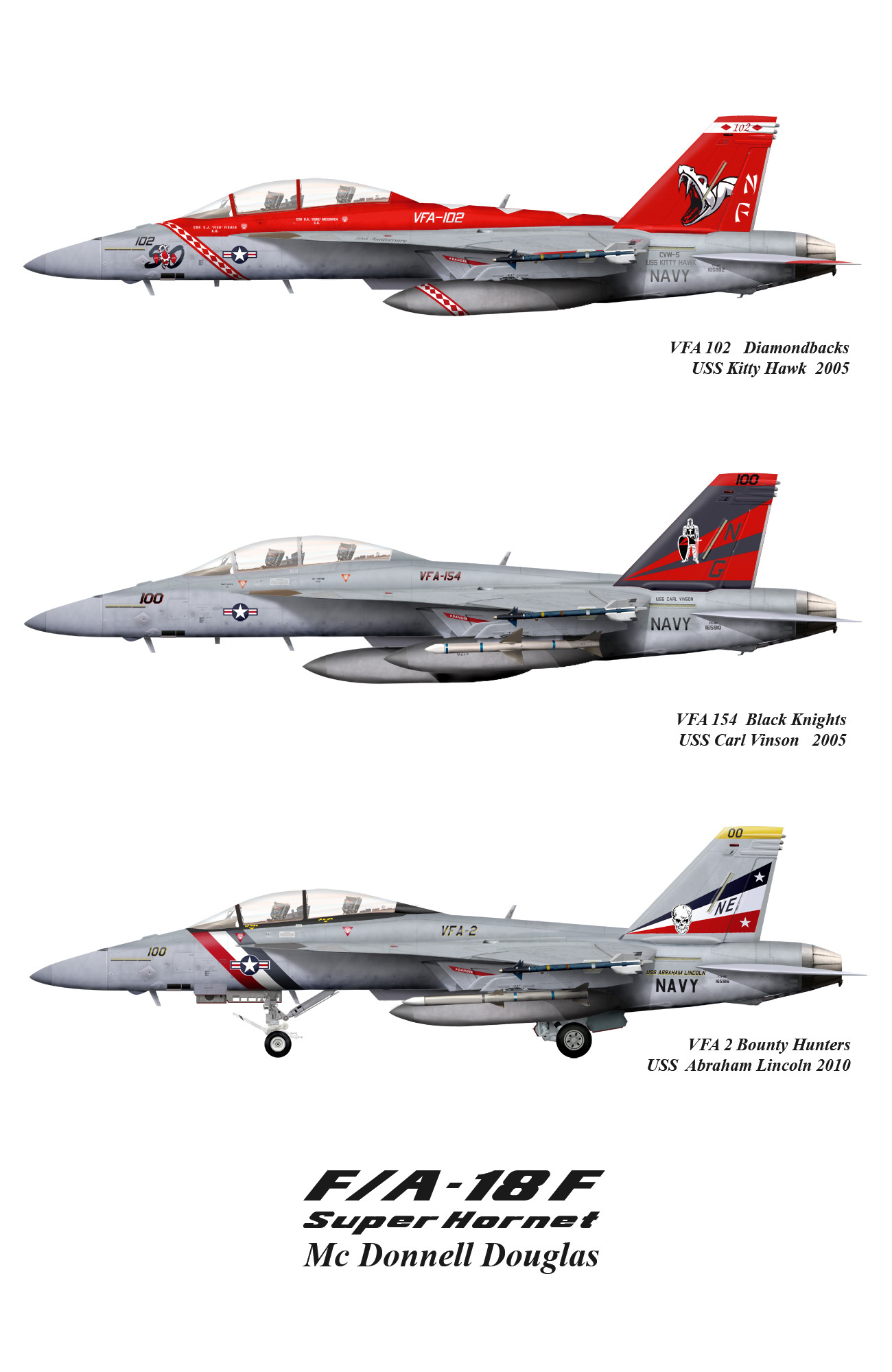
F/A-18F.

## Utilisateurs et commandes

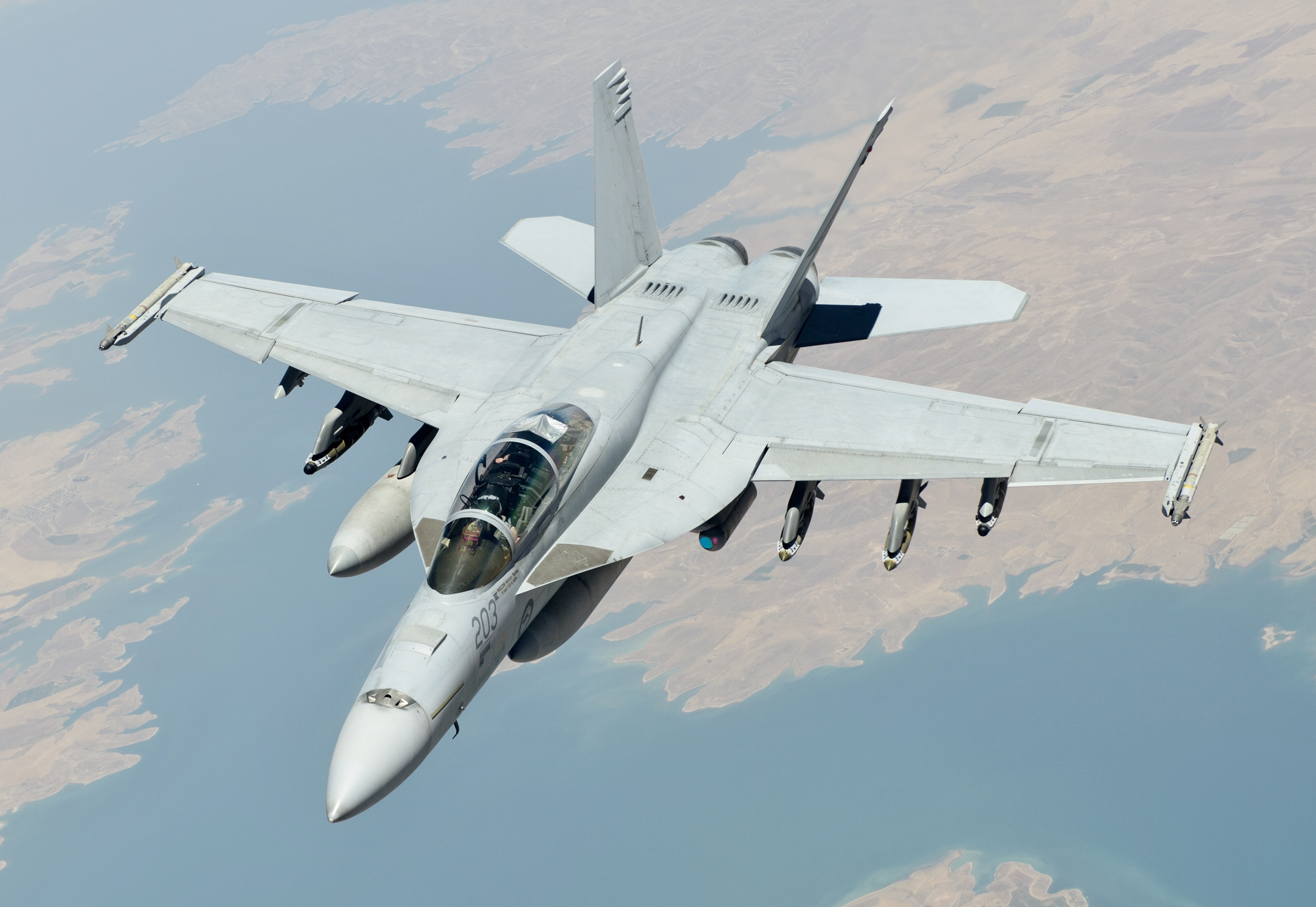
Un F/A-18E Super Hornet de la Royal Australian Air Force durant l'Opération Inherent Resolve en 2014.

- États-Unis, Marine des États-Unis : 507 F/A-18E et F Super Hornet et 113 E/A-18G Growler[Quand ?]. 678 F/A-18E/F (379 F/A-18E et 299 F/A-18F) commandés en 2021. La répartition par modèle des 12 Super Hornet commandés pour l'exercice 2022 n'est pas encore disponible au mois d'avril[16].
- Australie, Force aérienne royale australienne : 24 F/A-18F et 12 E/A-18G Growler
- Koweït, Force aérienne koweïtienne : 22 F/A-18E [17] et 6 F/A-18F. Fin de construction du dernier en septembre 2021[18].

## Opérateurs potentiels
Le seul futur opérateur potentiel est la marine indienne qui cherche à renouveler sa flotte de chasseurs embarqués MiG-29. Il est en concurrence avec le chasseur français Rafale Marine de chez Dassault Aviation. Finalement, l'Inde annonce le 14 juillet 2023, après la fin des tests qu'elle sélectionne le Rafale Marine jugé plus performant que le F/A-18. En avril 2025 l'Inde a signé une commande pour 26 Rafale M à Dassault Aviation .

### Échec des négociations
- Allemagne Luftwaffe [21]: prévision pour 45 F/A-18 et EA-18 en 2020. Pas de contrat en décembre 2021 et la possibilité qu'il soit acheté s'éloigne car n'étant plus sur la liste des avions qualifiés pour recevoir la bombe B61[22]. En 2022, l'Allemagne entend commander le F-35 à la place du Super Hornet et prefère développer l'Eurofighter ECR/SEAD au lieu d'achèter des Growlers[23]. La certification du F-35 pour la B61 est en cours[Quand ?], ce qui n'est pas le cas avec l'Eurofighter.
- Finlande En juin 2015, un groupe de travail mis en place par le ministère finlandais de la défense propose de lancer le programme dit "HX Fighter" pour remplacer la flotte actuelle de F/A-18C/D Hornets de l'armée de l'air finlandaise, qui arrive en fin de vie à la fin des années 2020[24].

En mai 2016, le Pentagone annonce que deux fabricants américains vont répondre à la demande d'informations concernant l'acquisition des chasseurs : Boeing avec le Super Hornet et Lockheed Martin avec le F-35.La demande d'information concernant le programme est envoyée début 2016 et cinq réponses sont reçues en novembre 2016. Un appel d'offres est envoyé au printemps 2018 et la décision d'achat doit être prise en 2021. En février 2020, trois avions Super Hornet sont arrivés sur la base aérienne de Tampere-Pirkkala en Finlande pour les évaluations finales des vols du programme de chasseurs HX, un F/A-18E monoplace, un F/A-18F biplace et un EA-18G. Les évaluations se sont terminées le 28 février 2020. Le F-35A est finalement choisi en décembre 2021 et commandé en février 2022.
- Suisse Le 30 avril 2008, Boeing propose le Super Hornet aux Forces aériennes suisses en remplacement des F-5E Tigers suisses avant de se retirer de la compétition[30]. Les Forces aériennes suisses ayant manifesté leur intention d'acheter le Saab Gripen, mais les électeurs suisses bloquent le projet lors du référendum de 2014[30].

En mars 2018, les responsables suisses désignent les candidats de son programme Air 2030 : le Saab Gripen, le Dassault Rafale, l'Eurofighter Typhoon, le Boeing F/A-18E/F Super Hornet et le Lockheed Martin F-35. Le programme dispose d'un budget de 8 milliards de dollars US mais comprend non seulement des avions de combat mais aussi des systèmes de défense aérienne basés au sol . Le F/A-18E/F effectue des démonstrations pour le personnel suisse à la base aérienne de Payerne en avril 2019. En juin 2021, il est écarté au profit du F-35.

## Accidents et incidents

### Australie
- Le 8 décembre 2020, les deux membres d'équipage d'un F/A-18 Super Hornet sont contraints de s'éjecter au moment du décollage sur la base d'Amberley dans le Queensland[32].

### États-Unis
- Le 8 avril 2013, à cause d'un problème moteur, un F/A-18F s'écrase dans le golfe persique à proximité du porte-avion USS Dwight D. Eisenhower. Les deux membres d'équipage sont récupérés sains et saufs[33].
- Le 15 janvier 2014 un F/A-18E s'abîme en mer à environ 70 km au large de Virginia Beach, Virginie. Repéré par un plaisancier puis évacué par un hélicoptère des garde-côtes, le pilote, qui s'était éjecté, s'en sortira après avoir été hospitalisé dans un état critique[34].
- Le 12 mai 2015, un F/A-18F s'abîme dans le golfe persique peu de temps après son catapultage du USS Theodore Roosevelt. Les deux aviateurs s'éjectent[35].
- Le 26 mai 2016, deux F/A-18F se percutent en vol au-dessus de l'océan atlantique, à proximité de la côte est de la Caroline du Nord. Les 4 membres d'équipage sont récupérés après leur éjection[36].
- Le 21 avril 2017 un F/A-18E Super Hornet de l'US Navy s'écrase en mer de Célèbes alors qu'il est en phase d'appontage sur le USS Carl Vinson. Le pilote s'éjecte.
- Le 14 mars 2018, un F/A-18F s'écrase à Boca Chica Field, peu avant son atterrissage sur la base aéronavale de Key West, en Floride. Les deux membres d'équipage sont décédés[37].
- Le 20 octobre 2020, un F/A-18E s'écrase lors d'un vol d'entraînement au-dessus de la Weapons Station China Lake en Californie. Le pilote réussit à s'éjecter.
- Le 28 avril 2025, un appareil ainsi que son tracteur de remorquage chutent du porte-avions USS Harry S. Truman dans la mer Rouge blessant un marin. Le porte-avions participe actuellement aux opérations américaines dans le cadre de la Crise de la mer Rouge[38],[39].
- Le 7 mai 2025 un F/A-18 Hornet s'écrase près de l'aéroport de Rovaniemi. Le pilote a réussi à s'éjecter[40].
- Le 12 mai 2025, un F/A-18 s'écrase en tentant un atterrissage de nuit sur le porte-avions USS Harry S. Truman[41].

## Culture populaire

### Cinéma
- Dans En territoire ennemi (Behind Enemy Lines), film américain réalisé par John Moore et sorti en 2001, un F/A-18 est abattu par un missile sol-air SA-13 « Gopher » (9K35 Strela-10). Bien que l'histoire se passe pendant la guerre de Bosnie (1992-1995), l'avion utilisé est un Super Hornet.
- Dans Independence Day, Will Smith et Harry Connick Jr. pilotent des F/A-18.
- Dans Top Gun : Maverick : (sorti en 2022), le Super Hornet est mis en vedette, succédant aux F-14 Tomcat du premier film.

### Littérature
- Le roman Lions of the Sky de l'auteur et ancien pilote d'aéronavale américain Franscesco "Paco" Chierici, raconte l'histoire de pilotes de F/A-18F. D'abord élèves et instructeurs, ils sont plus tard affectés au Strike Fighter Squadron 213 (VFA-213) Blacklions.

### Développement lié
- Northrop YF-17
- McDonnell Douglas F/A-18 Hornet
- McDonnell Douglas CF-18 Hornet
- High Alpha Research Vehicle
- X-53 Active Aeroelastic Wing

### Variantes
- Boeing EA-18G Growler